# Bristow (Nebraska)
Bristow – wieś w Stanach Zjednoczonych, w stanie Nebraska, w hrabstwie Boyd.